# Colgate (marque)
Cet article court présente un sujet plus développé dans : Colgate-Palmolive.
Colgate est une marque ombrelle (en), c'est-à-dire un nom de marque unique pour la vente de  plusieurs produits apparentés. Cette marque est principalement utilisée pour vendre des produits d'hygiène bucco-dentaire tels que des dentifrices et des brosses à dents.

## Historique
Fabriqués par le conglomérat américain de biens de consommation Colgate-Palmolive, les produits d'hygiène Colgate portent le nom du fondateur de l'entreprise, William Colgate. Ils existent depuis 1873. L'entreprise existe depuis 1806 mais vendait initialement du savon. Le dentifrice Colgate est vendu dans des pots en verre depuis 1873. Les tubes ont été introduits en 1896.
Colgate fusionne avec Palmolive en 1932 pour former la société Colgate-Palmolive.
La marque Colgate a su régulièrement utiliser des slogans qui se sont révélés efficaces auprès des consommateurs tels : «Dents blanches, haleine fraîche» qui date de 1953, «Votre sourire est votre plus belle preuve», «Maman, maman, je n'ai rien aux dents» (1972), ou encore «Pour mieux vous aider à chasser les caries». 
Elle a également utilisé à partir de 1990 du triclosan dans les composants de ses dentifrices pour tenter d'avoir un effet persistant au-delà du brossage. Mais ce composant, considéré depuis comme un perturbateur endocrinien a été finalement interdit dans ce type de produit dans plusieurs pays. 
En 1993, l'entreprise complète son offre, de la pâte dentifrice à la brosse à dents avec Colgate Precision. Une brosse à dents électrique est proposée à partir de 2001 avec Colgate Actibrust.
D'autres marques appartiennent au groupe Colgate-Palmolive, telles Ultra Brite (autre marque de dentifrice), Ajax (produits ménagers de nettoyage), Tahiti Douche (gel douche), etc. De plus, à l'instar d'autres entreprises sur le secteur de l'hygiène, Colgate-Palmolive doit répondre à l'évolution de la demande des consommateurs occidentaux, qui se détournent quelquefois des grandes marques internationales au profit de produits plus locaux, se disant souvent davantage « écolo » ou dénué de tel ou tel composant. Si la fidélité à une marque est plus forte pour des dentifrices que pour des détergents, cette évolution pèse sur la définition de nouveaux produits et sur les performances économiques.